# 河井栄蔵

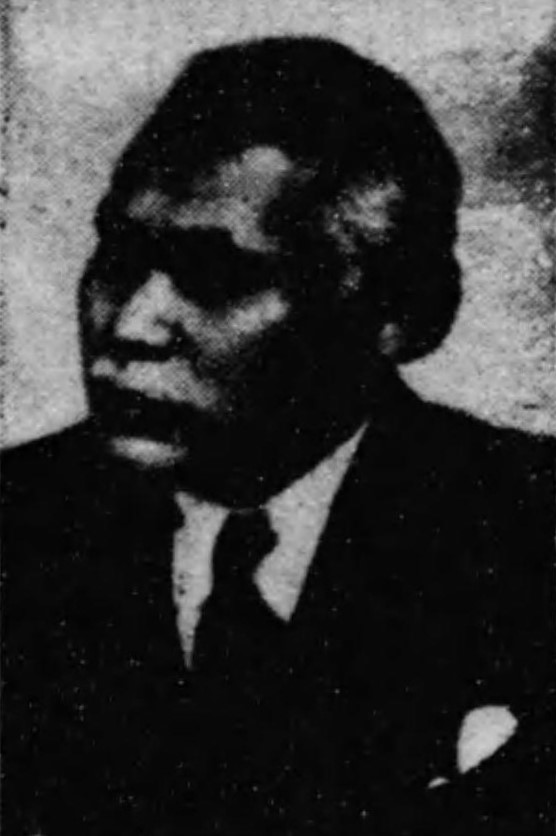
河井栄蔵

河井 栄蔵（榮藏、かわい えいぞう、1890年（明治23年）1月30日 - 1965年（昭和40年）8月10日）は、大正から昭和期の労働運動家、弁護士、政治家。衆議院議員。

## 経歴
愛媛県出身。1917年（大正6年）東京帝国大学法科大学法律学科（独法）を卒業した。
同年、弁護士となる。1919年（大正8年）全国坑夫組合を結成し会長に就任。1920年（大正9年）全日本鉱夫総連合本部理事となるが、まもなく労働運動から身を引き大阪で弁護士を開業した。その他、(株) 大行社化機製作所取締役、有限責任第一貯蓄信用組合理事を務めた。
1946年（昭和21年）4月の第22回衆議院議員総選挙に大阪府第1区から日本社会党公認で出馬して落選。1947年（昭和22年）4月の第23回総選挙に大阪府第1区から出馬して当選し、衆議院議員に1期在任した。